# Куликов, Виктор Николаевич
Ви́ктор Никола́евич Кулико́в (5 апреля 1913 — 23 мая 1948) — советский лётчик штурмовой и истребительной авиации военно-воздушных сил Черноморского флота в годы Великой Отечественной войны, Герой Советского Союза (23.10.1942). Гвардии капитан (4.05.1942).

## Биография
Родился 5 апреля 1913 года в Астрахани. Окончил среднюю школу и Астраханский аэроклуб.
В Красной Армии в 1933—1937 годах и с 1940 года. Окончил 7-ю военную школу лётчиков в Сталинграде в 1934 году. С декабря 1934 по июнь 1937 года служил пилотом в 32-й и 44-й (с апреля 1937) истребительных авиационных эскадрильях ВВС Тихоокеанского флота, летал на самолётах У-2 и Р-5, затем был уволен в запас. В 1937—1940 годах работал лётчиком-инструктором в аэроклубах Семипалатинска и Астрахани. Член ВКП(б) с 1939 года. 
В июне 1940 года вернулся в ВМФ и направлен младшим лётчиком в 9-й истребительный авиаполк ВВС Черноморского флота, а в июне 1941 года стал командиром звена в этом полку. К началу войны полк базировался на аэродром в Очакове.
В боях Великой Отечественной войны с июня 1941 года. Начал войну лётчиком-истребителем, в 1941 году выполнил 57 боевых вылетов на истребителе И-15 и 64 боевых вылета на истребителе И-153. Участник обороны Одессы. Одержал одну воздушную победу, сбив в бою 12 августа 1941 года в паре истребитель Ме-109.
В октябре 1941 года был назначен командиром звена 18-го штурмового авиационного полка ВВС Черноморского флота, освоив штурмовик Ил-2 во фронтовых условиях. На протяжении полугода обороны Севастополя в составе своего полка поддерживал с воздуха защитников города, базируясь на аэродром Херсонес.
Командир 2-й авиаэскадрильи 18-го штурмового авиационного полка Военно-воздушных сил Черноморского Флота капитан Виктор Куликов к июню 1942 года выполнил 193 боевых вылета, в том числе 82 на штурмовку, в которых нанёс большие потери врагу: сжёг на земле 3 самолёта, 8 танков, 2 танкетки, 2 бронемашины, 8 артиллерийских орудий, 11 зенитных орудий, 19 миномётов, 65 автомашин, 13 конных повозок с грузами, до 650 солдат и офицеров.
За «образцовое выполнение боевых заданий командования на фронте борьбы с немецкими захватчиками и проявленные при этом отвагу и геройство» указом Президиума Верховного Совета СССР от 23 октября 1942 года капитану Виктору Николаевичу Куликову присвоено звание Героя Советского Союза с вручением ордена Ленина и медали «Золотая Звезда» за номером 718.
Затем в составе того же полка участвовал в битве за Кавказ. Летом 1942 года стал командиром эскадрильи. В марте 1943 года 18-й штурмовой авиационный полк ВМФ получил за отвагу в боях гвардейские звание и стал именоваться 8-м гвардейским штурмовым авиационным полком ВМФ. 
В мае 1943 года капитана В. Куликова перевели командиром звена в 47-й штурмовой авиационный полк ВМФ. С декабря 1943 года он вновь служил истребителем, командуя звеном сначала в 6-м гвардейском иап, а затем в 7-м иап ВВС Черноморского флота. 
Участвовал в Крымской наступательной операции, был ранен. В начале 1944 года сбил лично 2 немецких самолёта (по другим данным, за войну одержал 4 личные и групповые победы, а также сжёг на земле ещё 15 самолётов). 
После войны продолжал службу в том же полку. С июня 1946 года капитан В. Н. Куликов в запасе. 
Жил в Астрахани. Работал пилотом авиабазы Госрыбтреста Министерства рыбной промышленности. Погиб 23 мая 1948 года в авиационной катастрофе при выполнении служебных обязанностей в районе станции Артезиан в Калмыкии. Похоронен в Астрахани.

## Награды
- Герой Советского Союза (23.10.1942)
- Орден Ленина (23.10.1942)
- Два ордена Красного Знамени (8.12.1941, 18.02.1942)
- Медаль «За оборону Севастополя» (1942)
- Медаль «За оборону Кавказа» (1944)
- Медаль «За победу над Германией в Великой Отечественной войне 1941—1945 гг.» (1945)

## Память
- Именем Героя в 1957 году названа улица в Астрахани[6].
- На доме в Астрахани, в котором он жил (улица Чехова, дом 15), установлена мемориальная доска.